# Madhab
Madhab (arabsko  مذهب, maḏhab, mn.   مذاهب, madhāhib) je arabski izraz, ki se nanaša na islamsko versko šolo, pravno šolo ali šolo fikha – islamskega prava  znotraj sunitskega islama. V prvih 150 letih obstoja islama oziroma v času, ko je bil prerok Mohamed še živ, je bilo mnogo takšnih šol, ker so jih imeli  skoraj vsi njegovi privrženci (ashabi). Število šol je še vedno veliko. Najbolj znane so tiste v Damasku, Kufi, Basri in  Medini, ki so uspele obstati kot šole malikijskega madhaba, medtem ko so iraške šole prevzele učenje hanifijskega madhaba. Druge šole, kot sta šefijski in hanbelijski madhab, so se pojavile kasneje. Šole, ki prakticirajo šiitski islam in predstavljajo posebno obliko islamske šole prava, so džaferije, ki jih je osnoval šesti imam Džafer Sadik.
Obstajajo štiri šole sunitskega islama oziroma štirje madhabi, med katerimi ni velikih razlik v učenju in med  njimi ni bilo nikoli nobenega spora. Njihovo učenje temelji na Koranu in učenju (hadis) Zadnjega božjega poslanca, se pravi preroka Mohameda. 
Ti štirje madhabi so:
- Hanifijski madhab, katerega  je ustanovil Ebu Hanifa, ki je živel v sedanjem Iraku in bil učenec Džaferja Sadika.  Njegovo učenje je eno od najsvobodnejših in  je prisotno predvsem v severnem Egiptu, Indijskem podkontinentu, Turčiji, Iraku in uahodnih državah.

- Malikijski madhab je šola, ki temelji na učenju imama Malika, rojenega v  Medini. Živel je približno v istem času kot Ebu Hanifa, vendar je bil precej mlajši. Njegovemu nauku sledi približno 25 % muslimanov, največ v severni in zahodni Afriki.

- Šafijski madhab ima med muslimani približno 15 % pristašev, v glavnem iz Egipta, Somalije, Indonezije, Tajske, Singapurja in Filipinov. Njegob ustanovitelj je bil imam Šafija, učenec Ebu Halife in imama Malika.

- Hanbelijski madhab je šola, ki jo je osnoval Ahmed Ibn Hanbel, eden od učencev imama Šafije, zato sta si njuna mazhaba zelo podobna. Šola je najbolj konzervativna od vseh šol in prevladuje v Saudovi Arabiji, Katarju, Združenih arabskih emiratih, Bahrainu in delih Omana.

Suniti so prepričani, da so vse štiri šole prave, in sledijo eni od njih. Nekateri, posebno Selefije, se razglašajo za privržence vseh štirih šol.